# Mirosław Kowalczyk (dyplomata)
Mirosław Paweł Kowalczyk (ur. 25 stycznia 1935 w Okińczycach, powiat stołpecki, zm. 12 kwietnia 2022) – polski dyplomata i funkcjonariusz wywiadu wojskowego w stopniu pułkownika, chargé d’affaires w Japonii (1985–1986).

## Życiorys
Syn Ignacego i Ignacji. W latach 1962–1967 studiował na Wojskowej Akademii Technicznej im. Jarosława Dąbrowskiego, w 1982 odbył dwumiesięczny kurs w Akademii Dyplomatycznej ZSRR.
W latach 1958–1990 odbywał zawodową służbę wojskową, przez cały ten okres związany z Zarządem II Sztabu Generalnego Wojska Polskiego (doszedł do rangi pułkownika LWP). Początkowo był pomocnikiem kierownika sekcji w Wydziale Operacyjno-szkoleniowym, od 1960 do 1962 szefem kancelarii ataszatu wojskowego przy ambasadzie PRL w Pekinie, a w 1962 starszym radcą ds. językowych w Zarządzie II. W 1967 starszy pomocnik szefa w Wydziale Mechanizacji i Automatyzacji, od 1968 do 1971 zastępca attaché wojskowego przy ambasadzie PRL w Hanoi. Po powrocie został starszym pomocnikiem szefa Oddziału XXVIII Zarządu II SGWP, odpowiedzialnego za automatyzację i mechanizację (informatykę), pełnił funkcję jego szefa (1975, 1980–1983). Później wyjechał na placówkę w Tokio, od listopada 1985 do 10 marca 1986 pełnił funkcję jej chargé d’affaires. 31 lipca 1990 po weryfikacji zakończył służbę.
Został pochowany na Cmentarzu Wojskowym na Powązkach.